# Nemzeti Filmintézet
A Nemzeti Filmintézet (rövidítve: NFI), teljes nevén Nemzeti Filmintézet Közhasznú Nonprofit Zártkörűen Működő Részvénytársaság,  a Magyar Nemzeti Filmalap és a Médiamecenatúra program egyesüléséből alakult meg. A 2019. december 16-án kihirdetett CVI. törvény az Egyes törvényeknek a Nemzeti Filmintézet Közhasznú Nonprofit Zrt. létrehozásával összefüggő módosításáról tartalmazta a teljes magyar filmgyártás struktúrájának átalakulásához szükséges törvénymódosításokat. Az új szabályozás lényege az volt, hogy létrehozását követően a Nemzeti Filmintézet felel a teljes magyar mozgóképszakma összehangolt tevékenységért. 
A fentiek szerint a  2011-ben alakult Magyar Nemzeti Filmalap volt az NFI egyik elődje, mely egy olyan magyarországi állami szervezet volt, amely moziforgalmazásra szánt egész estés játékfilmek, dokumentumfilmek és animációs filmek fejlesztéséhez, gyártás-előkészítéséhez, gyártásához és terjesztéséhez (marketing) nyújtott támogatást. Emellett oktatási programján és eseményein keresztül a magyar filmszakmai közösség és a magyar filmipar fejlődését segítette elő.

## Szervezeti felépítése
Az Nemzeti Filmintézetet filmügyi kormánybiztos felügyeli, akit a kormány nevez ki határozatlan időre.

### Filmügyi kormánybiztosok
- Vajna András (2011–2019)
- Káel Csaba (2019–)

### Igazgatóságok
A Nemzeti Filmintézet igazgatóságain keresztül látja el feladatait. Az alább részletezett igazgatóságok rendszere leképezi a Nemzeti Filmintézet széleskörű működését, a támogatásoktól az NFI Stúdión keresztül egészen az oktatásig.

#### Vezérigazgatóság
A Vezérigazgatóság segíti és támogatja a Vezérigazgató és a Vezérigazgató-helyettes(ek), továbbá az Igazgatóság és az NFI Felügyelő Bizottságának munkáját. Az NFI munkaszervezetét a Vezérigazgató irányítja, akinek munkáját a Vezérigazgató-helyettesek támogatják.
- Vezérigazgató: Pál Ákos

#### NFI Filmarchívum
Az 1957-ben alapított, 1992 óta közgyűjteményként működő Filmarchívum feladata a nemzeti filmvagyon őrzése, állagmegóvása, kutatása, restaurálása és közzététele. 2017. január elsejétől a Filmarchívum a Magyar Nemzeti Filmalap részeként, majd ezt követően, 2020. január elsejétől, a Nemzeti Filmintézet szervezetében folytatta tevékenységét.
- Igazgató: Ráduly György

#### NFI Filmlabor
A Filmlabor Magyarország legnagyobb múlttal rendelkező filmes utómunkastúdiója. Több mint 60 éve biztosít teljes körű utómunka szolgáltatást hazai és nemzetközi ügyfelei részére, harmonikusan ötvözve a hagyományos filmkidolgozást a digitális technológiával. Folyamatos fejlesztéseinek köszönhetően a legmodernebb eszközökkel rendelkezik. Digitális szolgáltatásai között szerepel a helyszíni adatmentés, digitális muszterkészítés, fényelés, VFX, DCP-készítés. A Filmlabor a játékfilmek, TV-filmek és reklámprodukciók utómunkája mellett kiemelt tevékenységként végzi archív filmek felújítását.  
- Igazgató: Bódizs Tamás

#### NFI Stúdió
A szakterület a hazai és külföldi film és televíziós produkciók számára nyújt műterem és külső díszlet, valamint kellék-, jelmez-, fegyverbérleti szolgáltatást. Emellett irodahelyiségek bérbeadásával, illetve a budapesti és fóti telephelyek üzemeltetésével foglalkozik.
- Igazgató: Ottinger Ildikó Andrea

### Filmszakmai Döntőbizottság
A Nemzeti Filmintézet öttagú Filmszakmai Döntőbizottságának feladata a Filmalap által kiírt támogatási pályázatok elbírálása. A bizottság tagjai kizárólag szakmai szempontok szerint hoznak döntéseket, amelyek közül az egyik legfontosabb, hogy egy adott produkció esetében az alkotói erő és a pénzügyi megvalósíthatóság találkozzon – a fesztivál- és közönségsiker érdekében.

#### Tagok
- Káel Csaba
- Lukácsy György
- Pál Ákos
- Pesti Ákos
- Tóth István Zoltán

#### Helyettes tag
- Kerek Béla

## Filmio
Az NFI 2020-ban egy saját VOD (video-on-demand) streaming szolgáltatást indított Filmio néven. A filmtár célja a közelmúlt magyar alkotásainak és a régmúlt felújított klasszikusainak a nagyközönség számára elérhetővé tétele. Az induláskor, 2020. november 19-én közel 160 alkotás vált elérhetővé, azóta az NFI heti két alkotással bővíti a kínálatot - az új feltöltések minden csütörtök 00:00-kor válnak elérhetővé.